# بریوش
بریوش (فرانسوی: Brioche‎; ‎/ˈbriːoʊʃ/‎؛ همچنین UK: ‎/ˈbriːɒʃ, briːˈɒʃ/‎؛ US: ‎/briːˈoʊʃ, ˈbriːɔːʃ, briːˈɔːʃ/‎؛ فرانسوی: [bʁijɔʃ]) یک نان فرانسوی که بیشتر شبیه به یک شیرینی پُر ملات است و میزان بالای تخم‌مرغ و کره آن (۴۰۰ گرم در هر کیلوگرم آرد) قوامی تُرد و نرم به آن می‌دهد.
این نان پوسته‌ای تیره، طلایی و ورقه‌ورقه دارد که بعد از «پروفینگ»، با لایه‌ای از تخم‌مرغِ زده‌شده، پوشانده می‌شود.
خمیر بریوش نیز همانند نان معمولی با استفاده از مخمر ور می‌آید با این تفاوت که مواد اولیهٔ آن غنی‌تر است و حاوی کره، تخم‌مرغ، شیر، خامه، گاهی شکر و حتی گاهی برندی است.
بریوش به عنوان یک وینویزری در نظر گرفته می‌شود زیرا به همان روش اولیه نان درست می‌شود، اما به دلیل افزودن تخم مرغ، کره، مایع (شیر، آب، خامه و گاهی براندی) و گاهی شکر، جنبه غنی تر یک شیرینی دارد. . بریوش، همراه با pain au lait و pain aux raisins - که معمولاً در صبحانه یا به عنوان میان‌وعده مصرف می‌شود - یک زیر گروه خمیر مایه وینویزری را تشکیل می‌دهد. بریوش اغلب با افزودنی‌های میوه یا چیپس شکلات پخته می‌شود و به تنهایی یا با تغییرات منطقه ای زیادی در مواد افزودنی، مواد پرکننده یا تاپینگ، به عنوان پایه دسر سرو می‌شود.